# Bistum Chioggia
Das Bistum Chioggia (lat.: Dioecesis Clodiensis, ital.: Diocesi di Chioggia) ist eine Diözese der römisch-katholischen Kirche um die italienische Stadt Chioggia.
Es ist Suffraganbistum des Patriarchats von Venedig und umfasst 68 Pfarreien. Das Bistum entstand im 7. Jahrhundert mit Sitz in Metamaucum. Infolge einer Naturkatastrophe verlegte Bischof Enrico Grancarlo seinen Sitz vermutlich um 1106/07 nach Chioggia und errichtete dort die Kathedrale Santa Maria Assunta, die 1110 fertiggestellt wurde.

## Weblinks

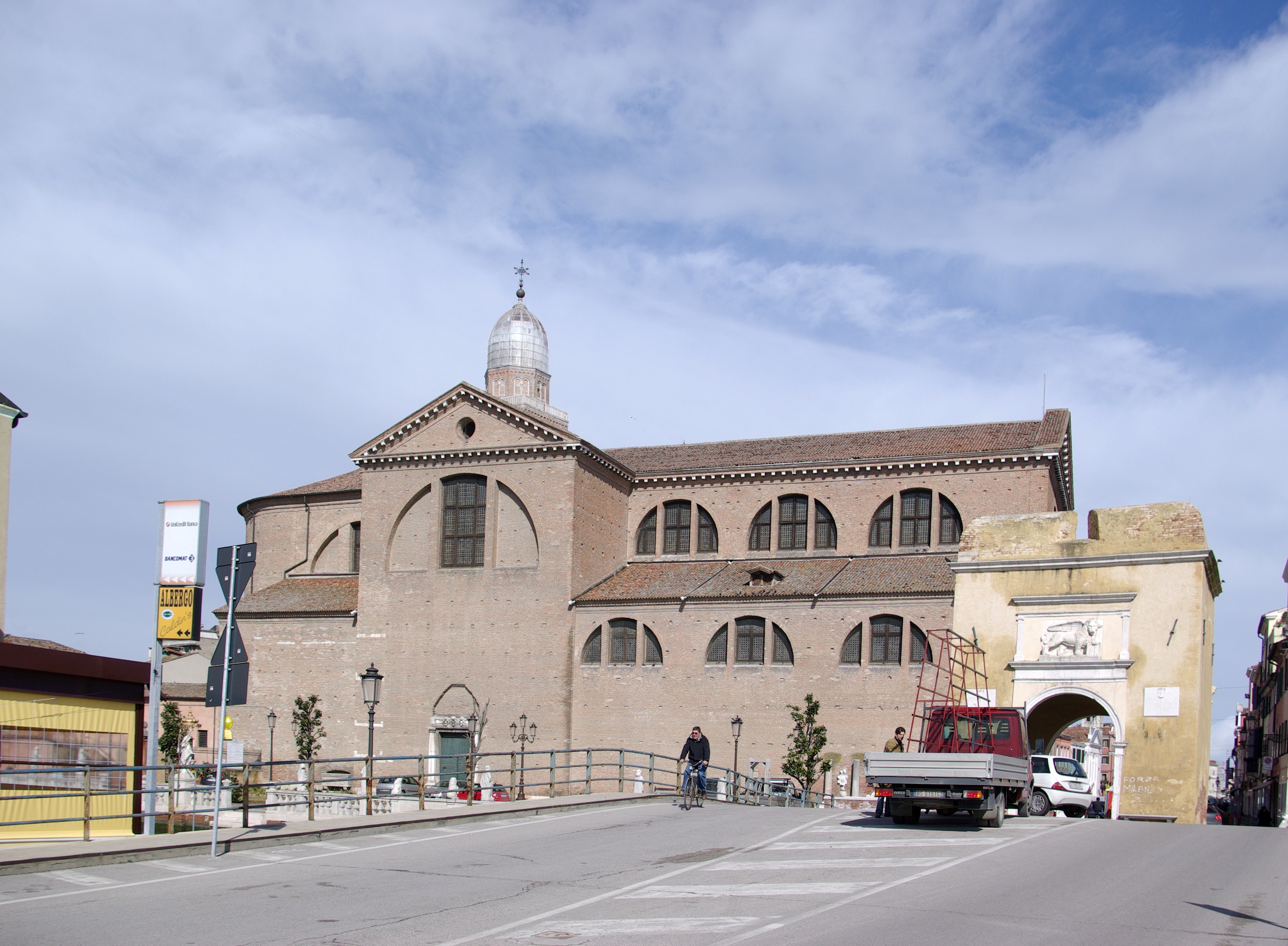
Kathedrale Santa Maria Assunta